# Cerro Blanco (San Juan de la Virgen)
Cerro Blanco es una localidad peruana ubicada en el distrito de San Juan de la Virgen, perteneciente a la provincia y el departamento de Tumbes, al norte del Perú. 

## Ubicación
Cerro Blanco se ubica al norte de la provincia de Tumbes, en el distrito de San Juan de la Virgen, en el departamento de Tumbes.

## Demografía
En 2017 Cerro Blanco tenía una población de 1 habitante.
| Gráfica de evolución demográfica de Cerro Blanco entre 1993 y 2017 |
|                                                                    |
| Fuentes: Población 1993 y 2017                                     |